# Tidjikja
Tidjikja (em árabe: تجكجة) é uma cidade na parte central da Mauritânia, com população estimada de 6000 habitantes. Foi fundada em 1680 pelos franceses que exploravam a região.
A cidade é conhecida pela suas plantações de palmeiras e sua arquitetura vernacular. Possui um pequeno aeroporto.